# بنجامين بريغز
بنجامين بريغز (بالإنجليزية: Benjamin Briggs) هو بحار أمريكي، ولد في 24 أبريل 1835 في ماساتشوستس في الولايات المتحدة، كان قبطان السفينة التجارية ماري سليست، واختفى في نوفمبر 1872 في المحيط الأطلسي.